# 阿班凱省

阿班凱省（西班牙語：Provincia de Abancay），是秘魯的省份，位於該國南部阿普里馬克大區，首府是阿班凱，面積3,447平方公里，2002年人口123,395，該省份人口密度每平方公里36人。
13°38′02″S 72°52′52″W / 13.634°S 72.881°W